# Túneles del Litoral El Salvador
Los túneles del Litoral, mejor traducido como túneles de La Carretera del Litoral de El Salvador (CA-2), son 5 túneles que se encuentran en la carretera de dicho nombre. Con una longitud de 577 m el más largo y 86 m el corto, los túneles son de uso vehicular, inaugurados en 1959 durante la administración del Coronel José María Lemus constituye el más atrevido y ambicioso tramo vial de Centroamérica de la época.
La obra consta de 5 túneles separados entre sí, El Salvador es de los únicos 3 países en Centroamérica  junto con Costa Rica y Guatemala en contar con este tipo de estructura vial, contando además con el más largo de la región Centroamericana.
Los túneles tienen la finalidad de facilitar el paso de los vehículos a través de las montañas escarparas y establecer una ruta apta para todo tipo de transporte que circula en la zona.
Las bocas de los túneles están numeradas y señalizadas desde unos metros antes de entrar a cada túnel, los túneles carecen de iluminación, se les han agregado bandas reflectivas para tener una mejor visibilidad.

## Generalidades
La carretera (CA-2) es desde hace mucho tiempo una de las vías más importantes para atravesar de poniente a oriente y viceversa El Salvador. El tránsito por esta ruta ha aumentado de manera exponencial desde 1999, y la carretera ha llegado al punto de tener que ser mejorada y ampliada, gracias a Fomilenio II las mejoras incluyen iluminar los túneles con un sistema de Energía renovable, como se está haciendo con los puentes, las obras se estima empiecen en 2018.

## Construcción
Las obras de construcción fueron realizadas en su mayor parte por mano de obra salvadoreña, bajo la dirección del Ministerio de Obras Públicas, que para solucionar el problema de unir toda la zona costera de El Salvador a través de una carretera rápida de cruzar el litoral: las autoridades de aquel entonces decidieron construirla, y como era más factible y económico atravesar las montañas que rodearlas o devastarlas se construyeron los 5 túneles a través de las montañas rocosas.
Se ha construido un sistema de 5 túneles de dos vías, de 10 m de ancho y 6,20 m de alto cada uno, señalizados y con bandas reflejantes en sus interiores.

## Datos relevantes
- Longitud: 322 m (túnel 1)
- Ancho: 10 m
- Alto: 6.20 m
- Vías de paso: Doble vía
- Sobrecarga diaria 1,400 vehículos

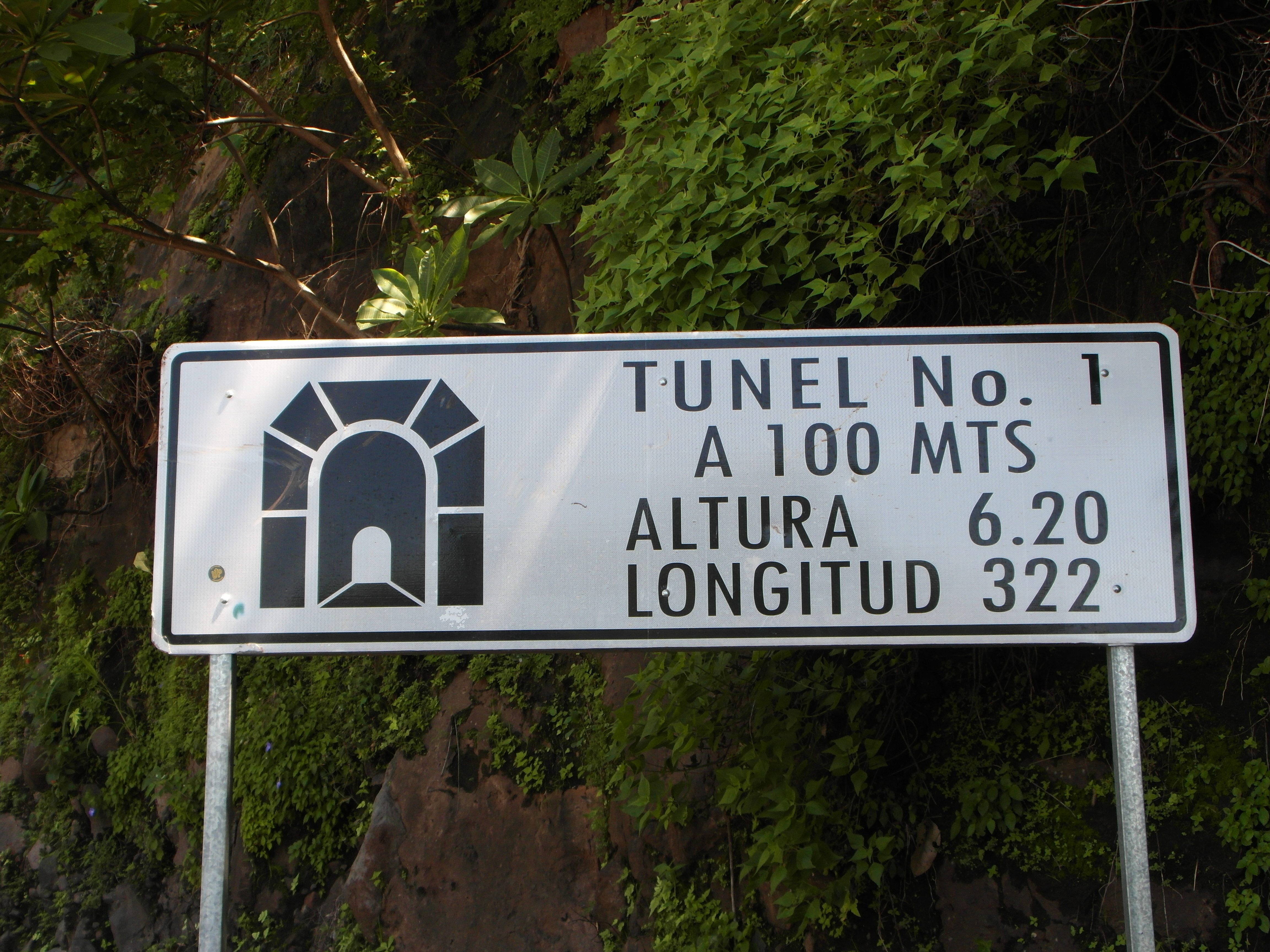
Túnel 1 El Litoral

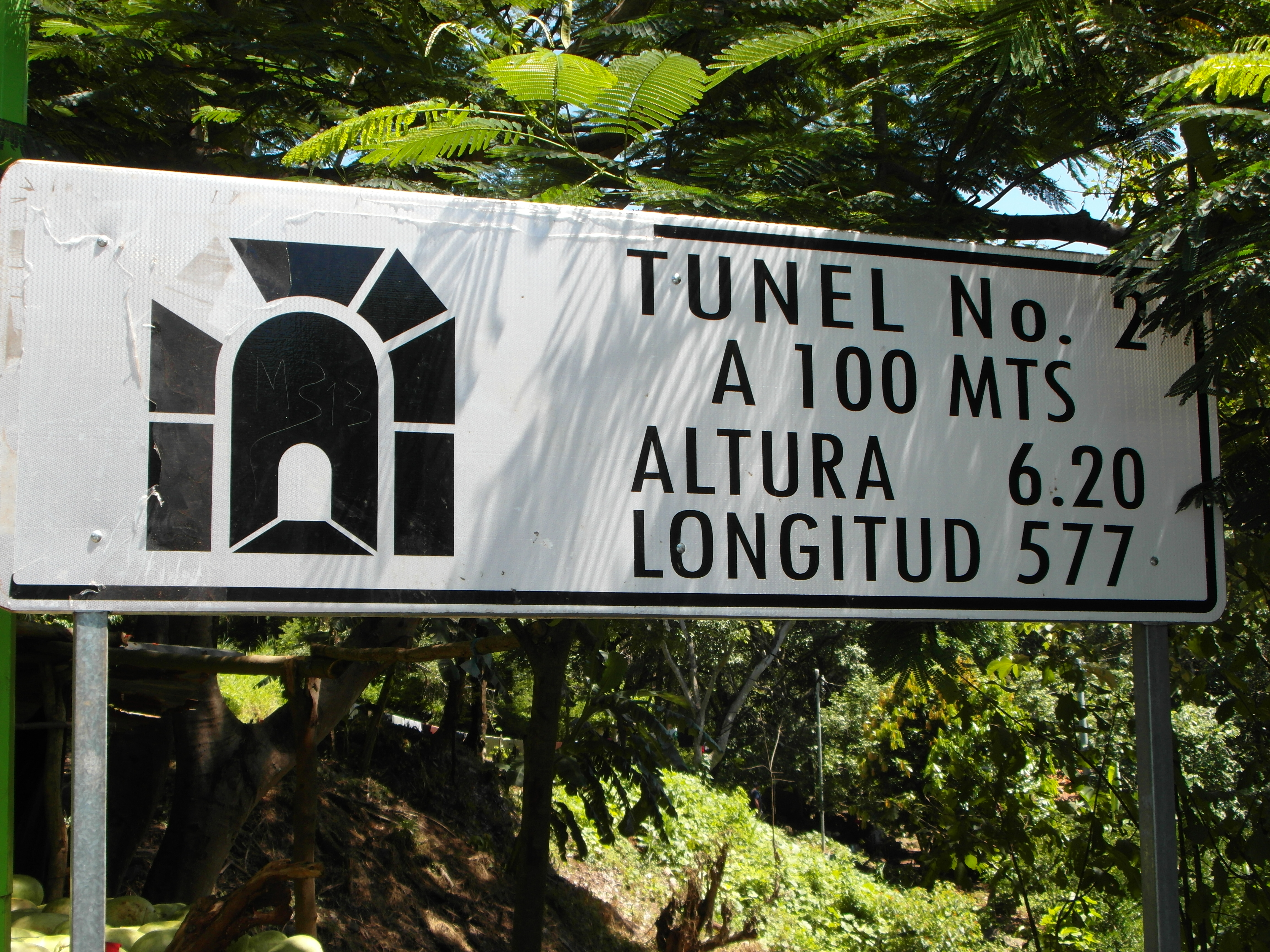
Túnel 2 El Litoral

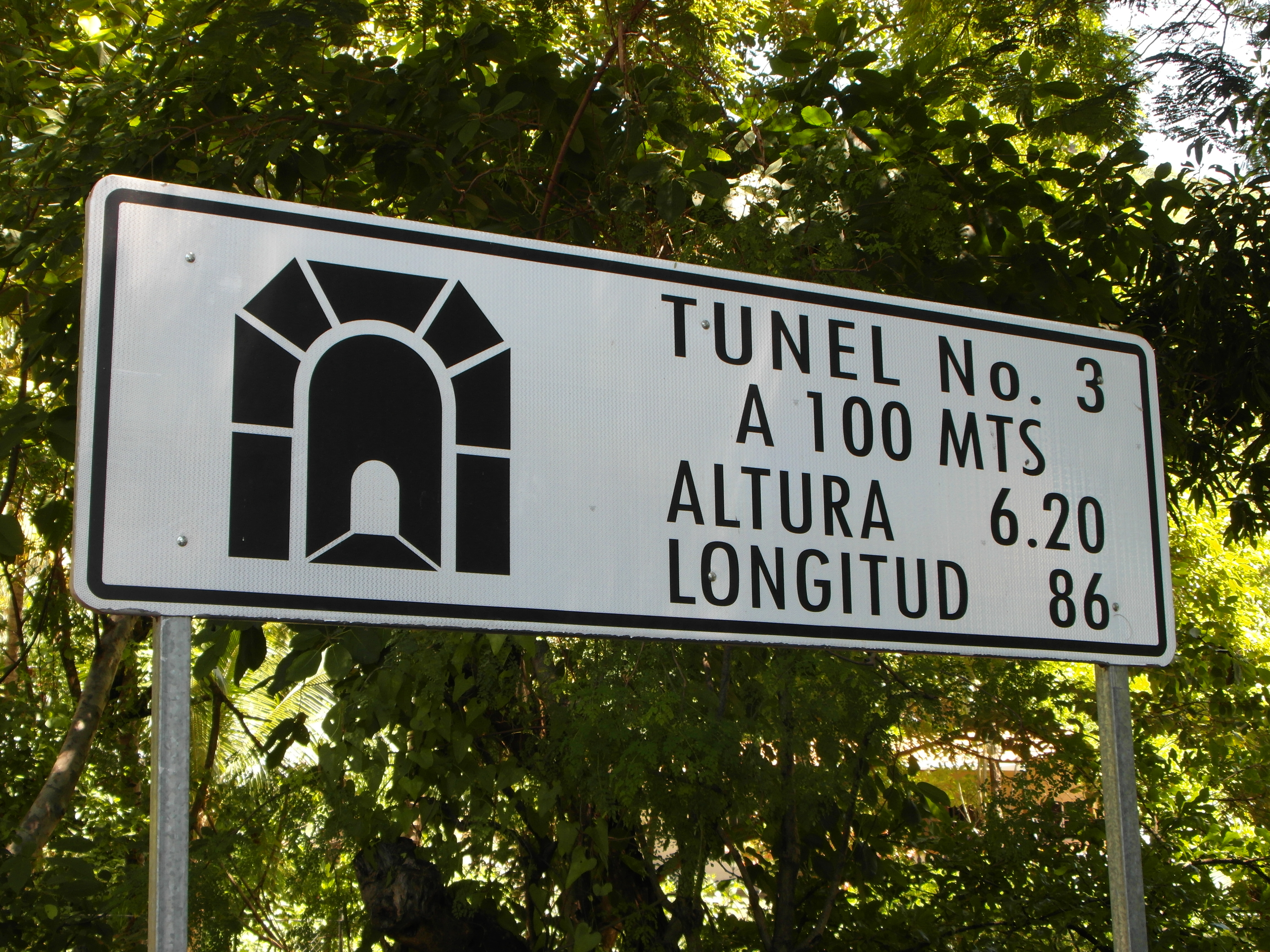
Túnel 3 El Litoral

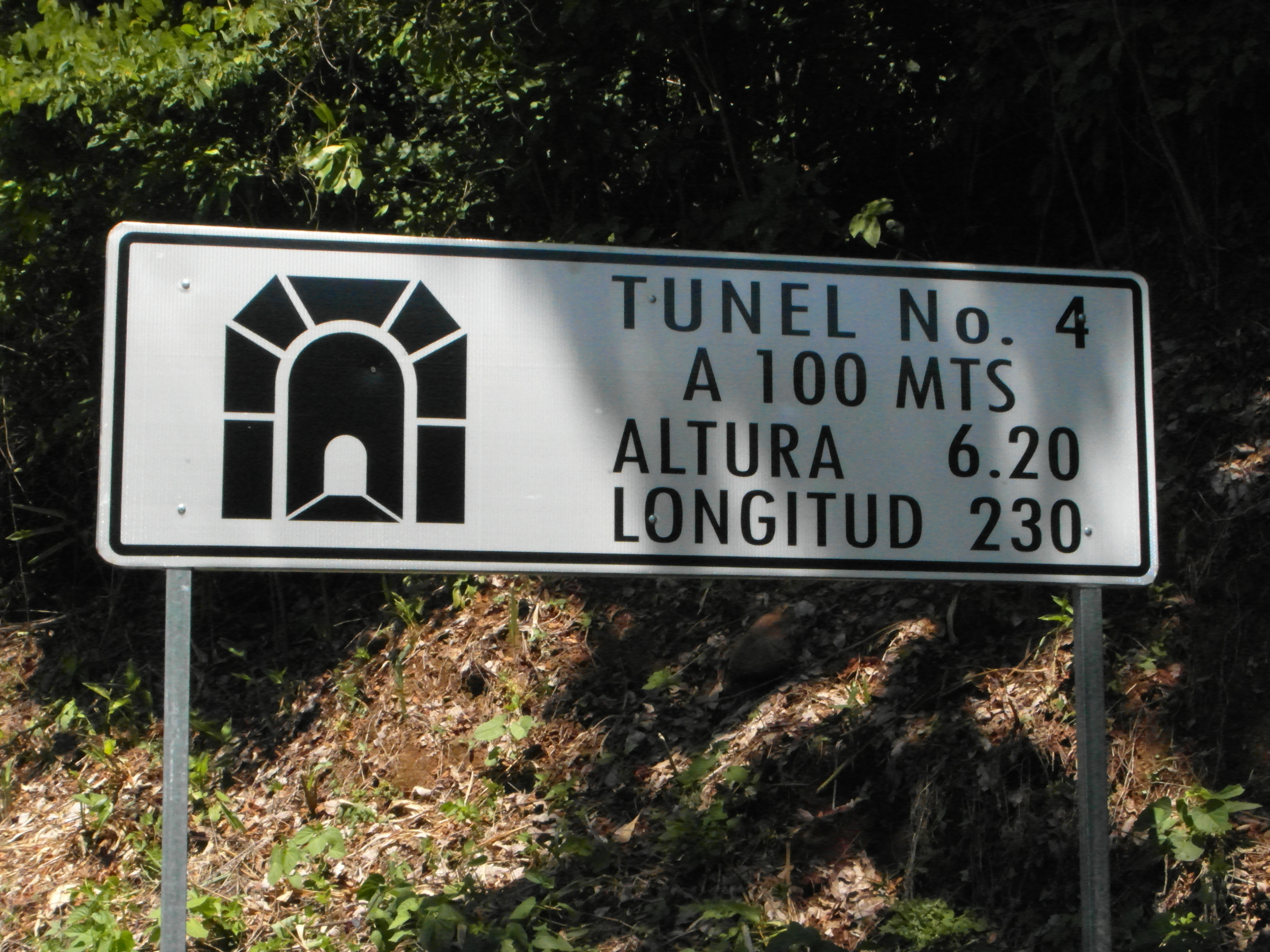
Túnel 4 El Litoral

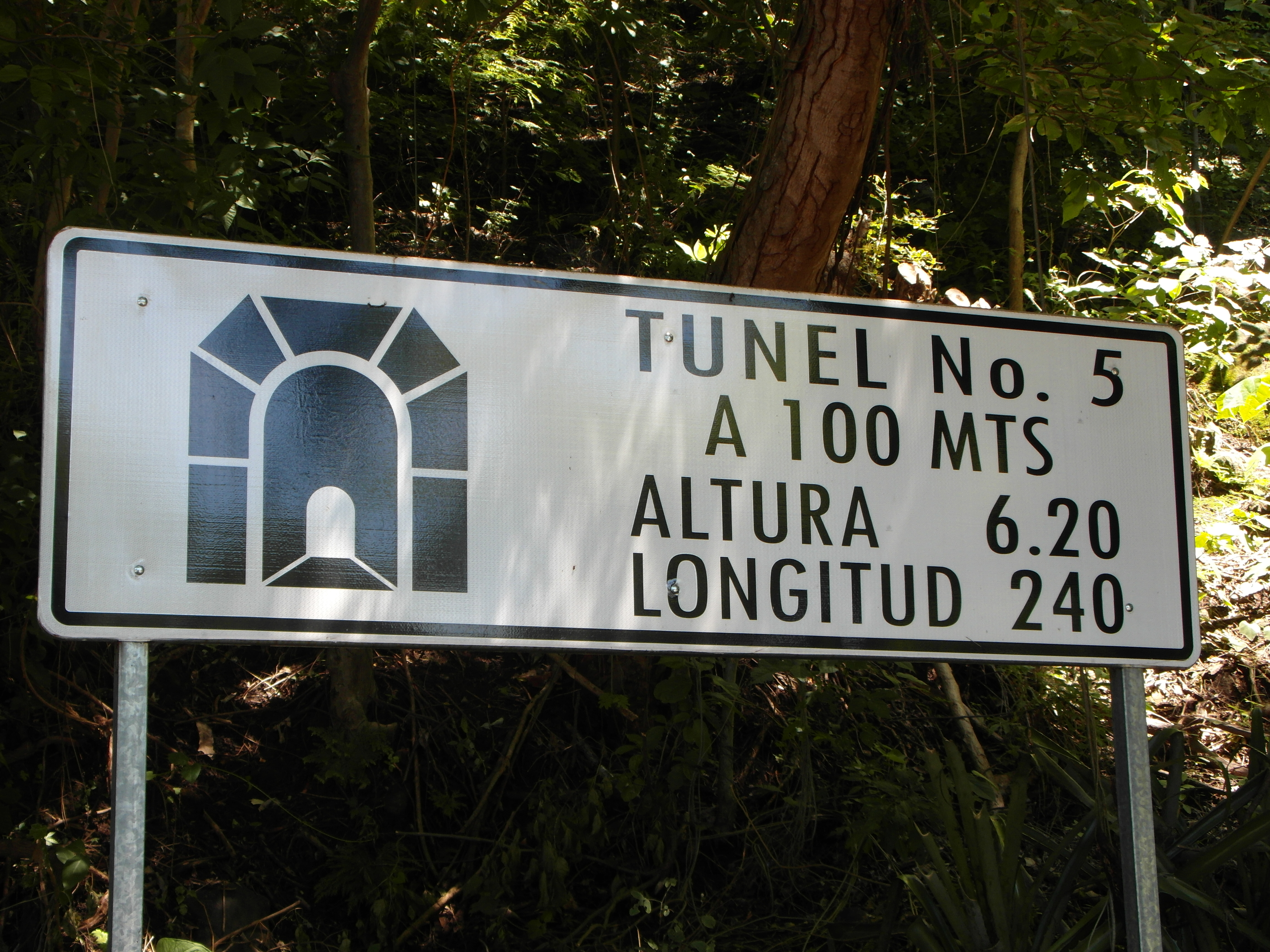
Túnel 5 El Litoral

- Sobrecarga máxima: 2,450 vehículos diarios
- Inicio de la construcción: 1950
- Finalización de la obra 1959 (inauguración)
- Volumen de roca excavada: 1.1 millones de t (1.0 millones de m³)
- Número de Túnel): # 1
- Característica: Es el primero de los túneles

- Longitud: 577 m (túnel 2)[5]
- Ancho: 10 m
- Alto: 6.20 m
- Vías de paso: Doble vía
- Sobrecarga diaria 1,400 vehículos
- Sobrecarga máxima: 2,450 vehículos diarios
- Inicio de la construcción: 1950
- Finalización de la obra 1959 (inauguración)
- Volumen de roca excavada: 2.0 millones de t (3,3 millones de m³)
- Número de Túnel): # 2
- Característica: El Túnel más largo de Centroamérica

- Longitud: 86 m (túnel 3)
- Ancho: 10 m
- Alto: 6.20 m
- Vías de paso: Doble vía
- Sobrecarga diaria 1,400 vehículos
- Sobrecarga máxima: 2,450 vehículos diarios
- Inicio de la construcción: 1950
- Finalización de la obra 1959 (inauguración)
- Volumen de roca excavada: 0.2 millones de t (0.12 millones de m³)
- Número de Túnel): # 3
- Característica: Es el más corto de los 5

- Longitud: 230 m (túnel 4)
- Ancho: 10 m
- Alto: 6.20 m
- Vías de paso: Doble vía
- Sobrecarga diaria 1,400 vehículos
- Sobrecarga máxima: 2,450 vehículos diarios
- Inicio de la construcción: 1950
- Finalización de la obra 1959 (inauguración)
- Volumen de roca excavada: 0.8 millones de t (0.55 millones de m³)
- Número de Túnel): # 4

- Longitud: 240 m (túnel 5)
- Ancho: 10 m
- Alto: 6.20 m
- Vías de paso: Doble vía
- Sobrecarga diaria 1,400 vehículos
- Sobrecarga máxima: 2,450 vehículos diarios
- Inicio de la construcción: 1950
- Finalización de la obra 1959 (inauguración)
- Volumen de roca excavada: 0.8 millones de t (0.55 millones de m³)
- Número de Túnel): # 5
- Característica: Es el último de los túneles de esta carretera

## Turismo
La carretera del litoral el tramo que comprende desde el Puerto de La Libertad y la Rada de Mizata, es la zona turística por excelencia, la carretera inaugurada en 1959. Posee cinco túneles en las rocosas montañosas costeras, carretera con muchas curvas y vistas a las playas, sus bellos acantilados en el litoral, las abruptas paredes y materiales pétreos que respaldan todo el camino, los abismos que van a dar a las playas cercanas, las desembocaduras de los ríos, los miradores para apreciar toda la majestuosidad del Océano Pacífico y los sembradíos aledaños a la carretera.

## Galería
Imágenes de Los 5 túneles del litoral

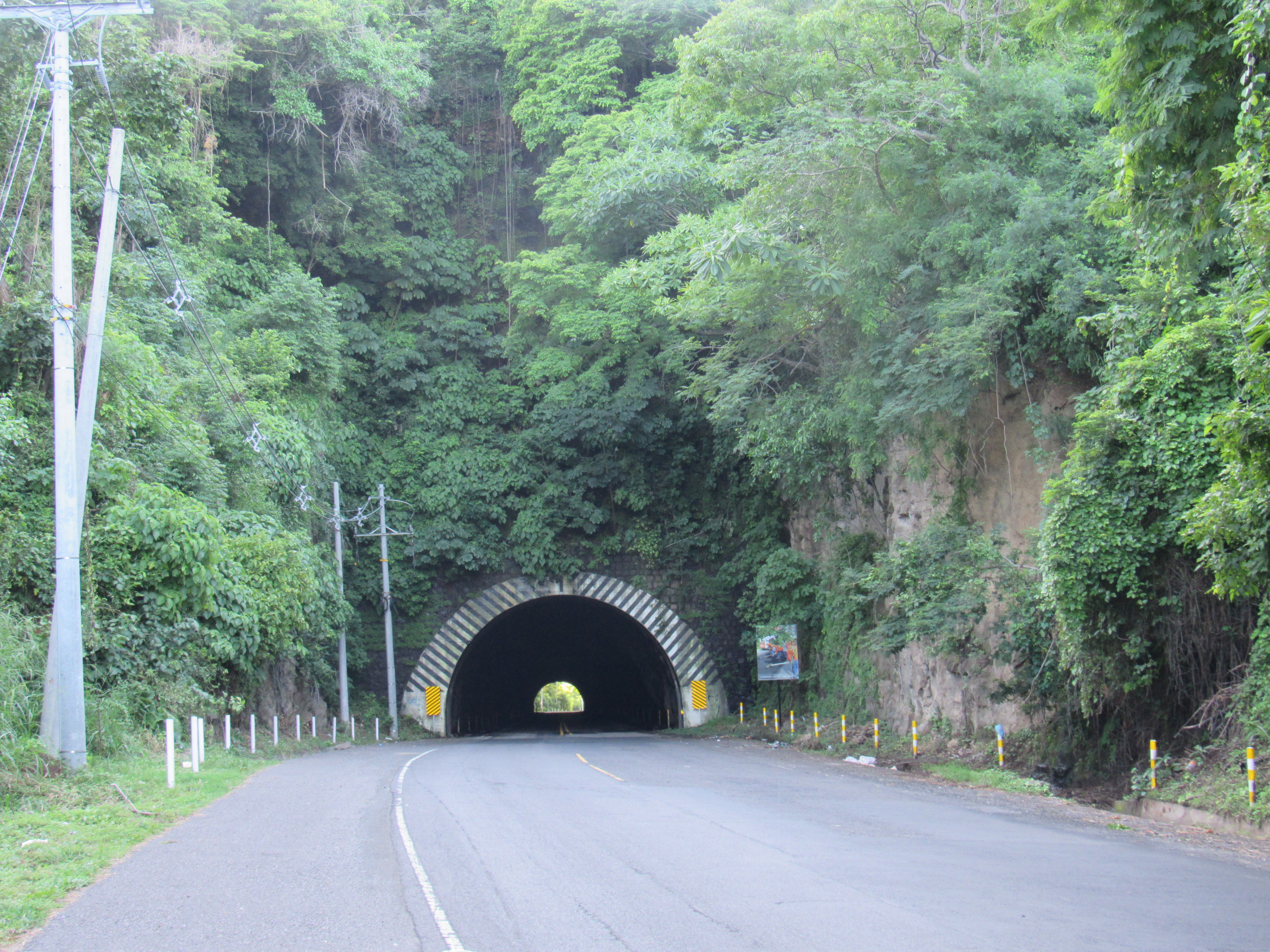
Vista del túnel
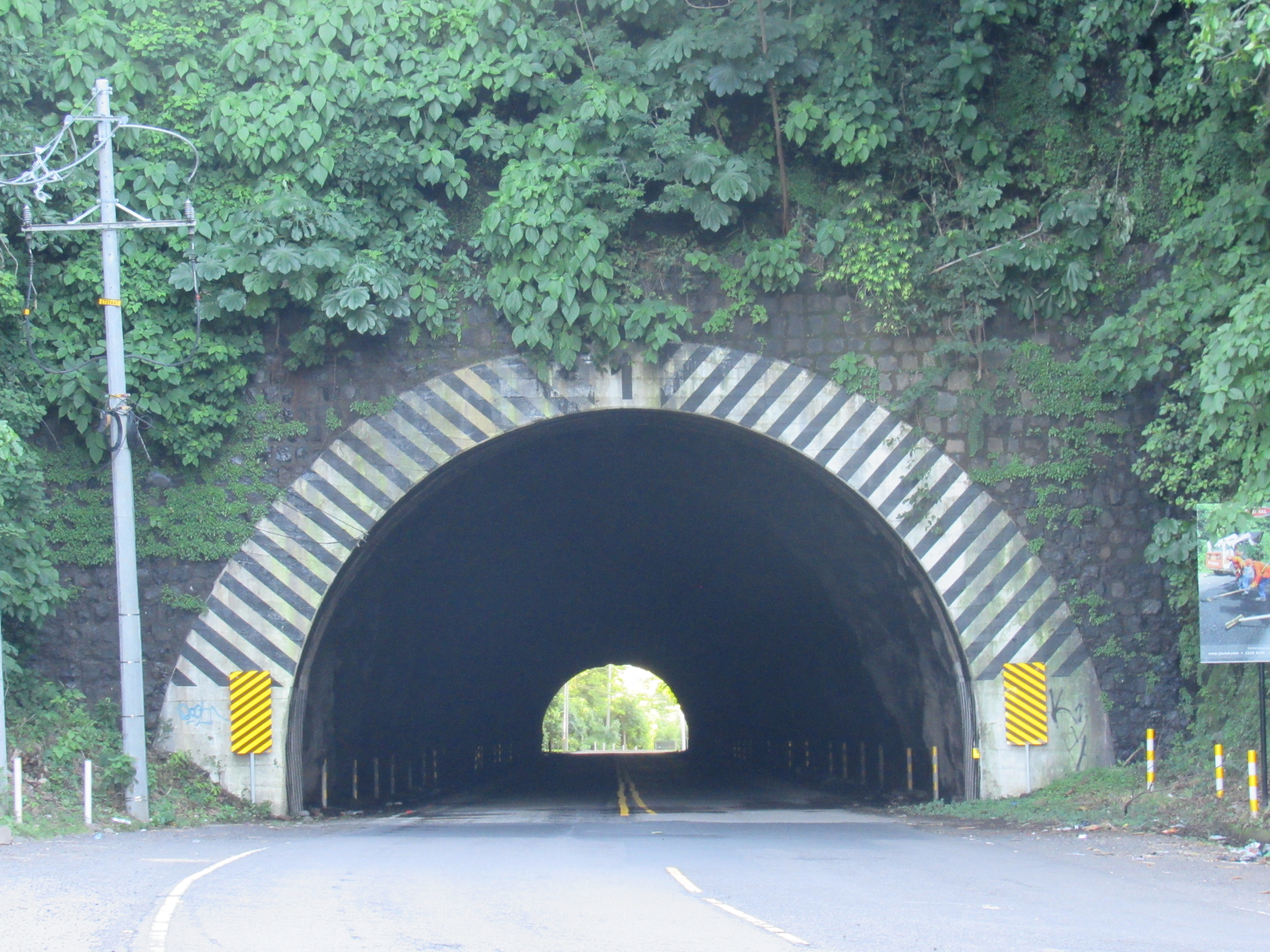
Vista del túnel
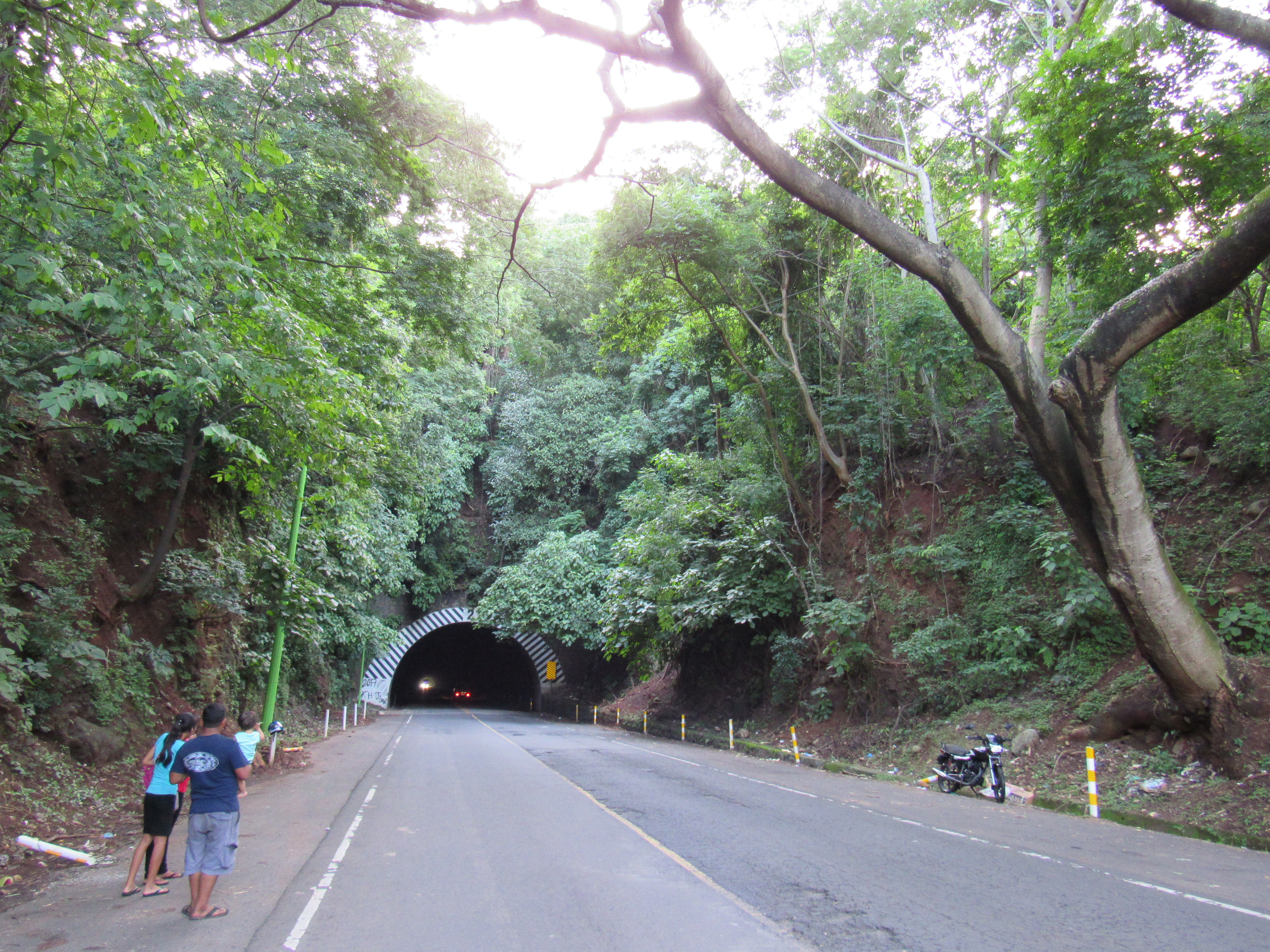
Vista del túnel
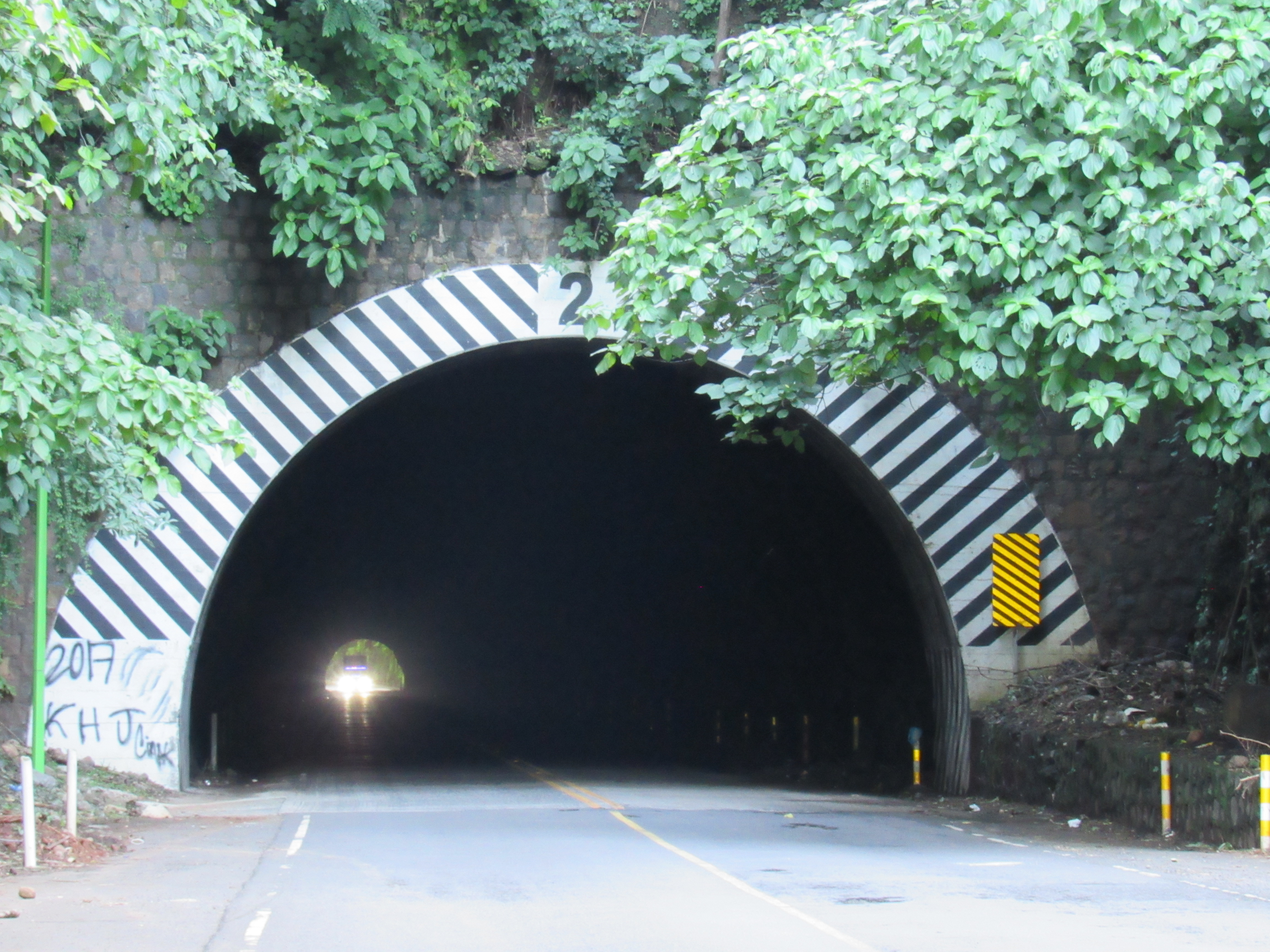
Vista del túnel
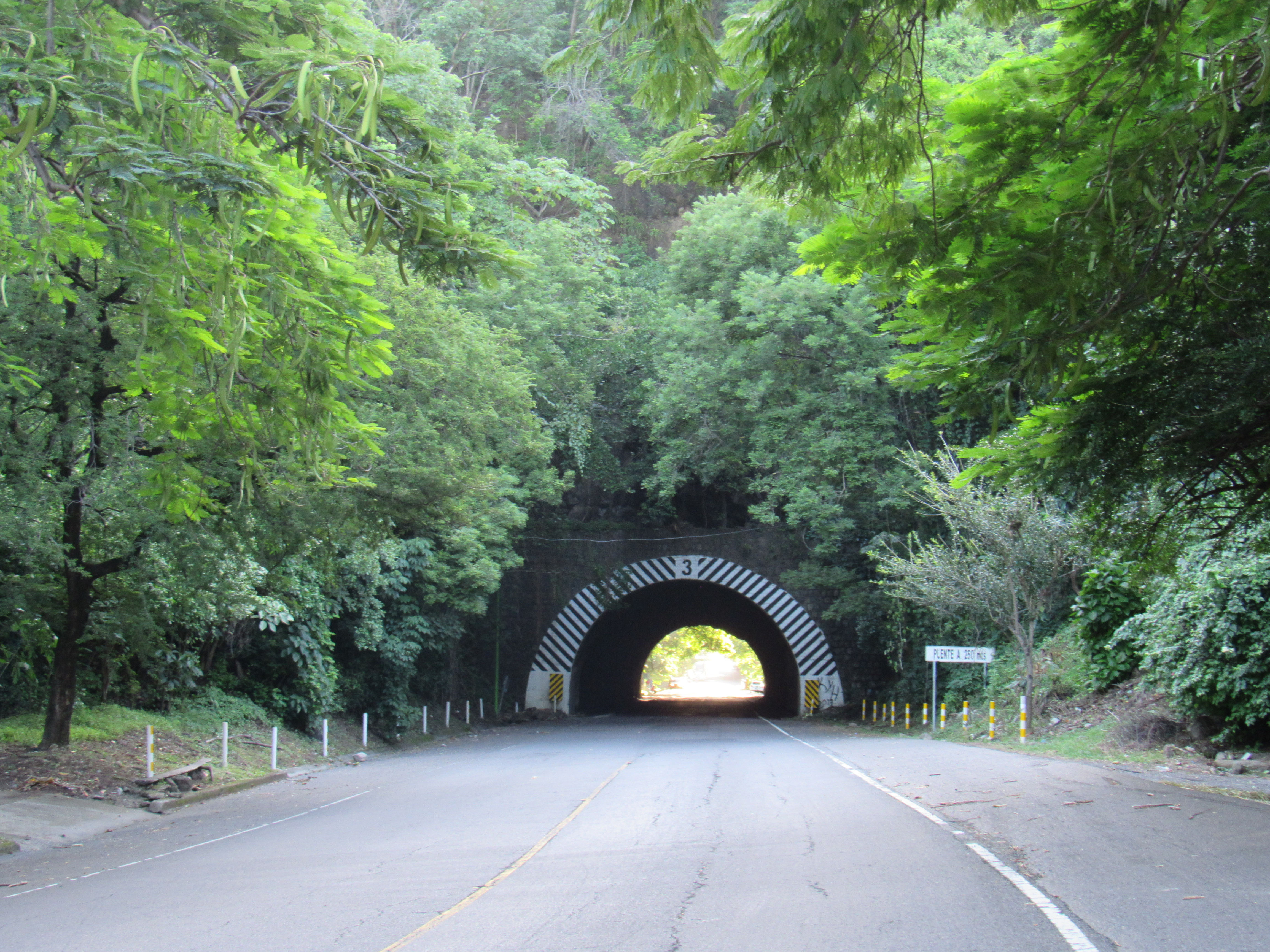
Vista del túnel
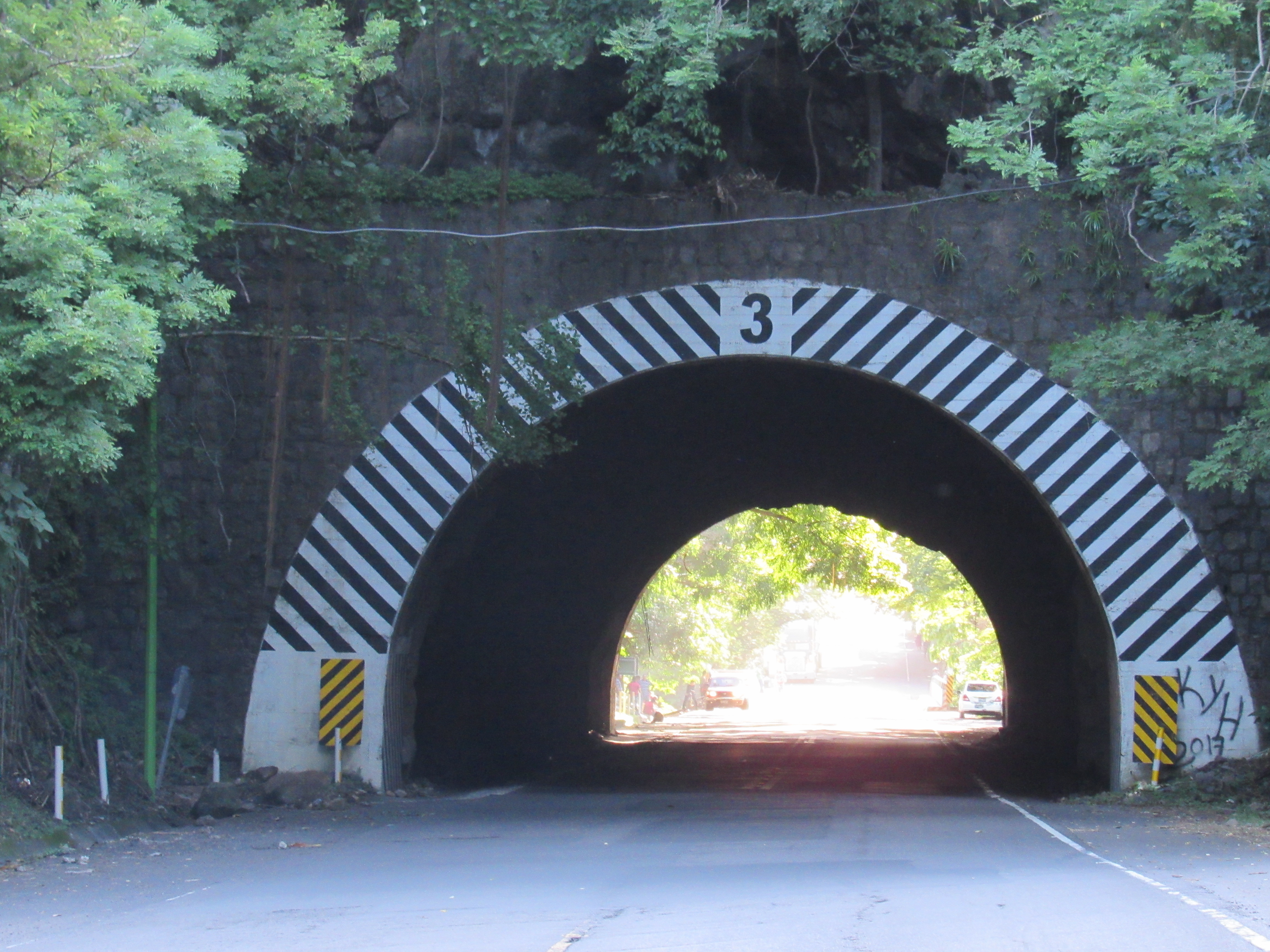
Vista del túnel
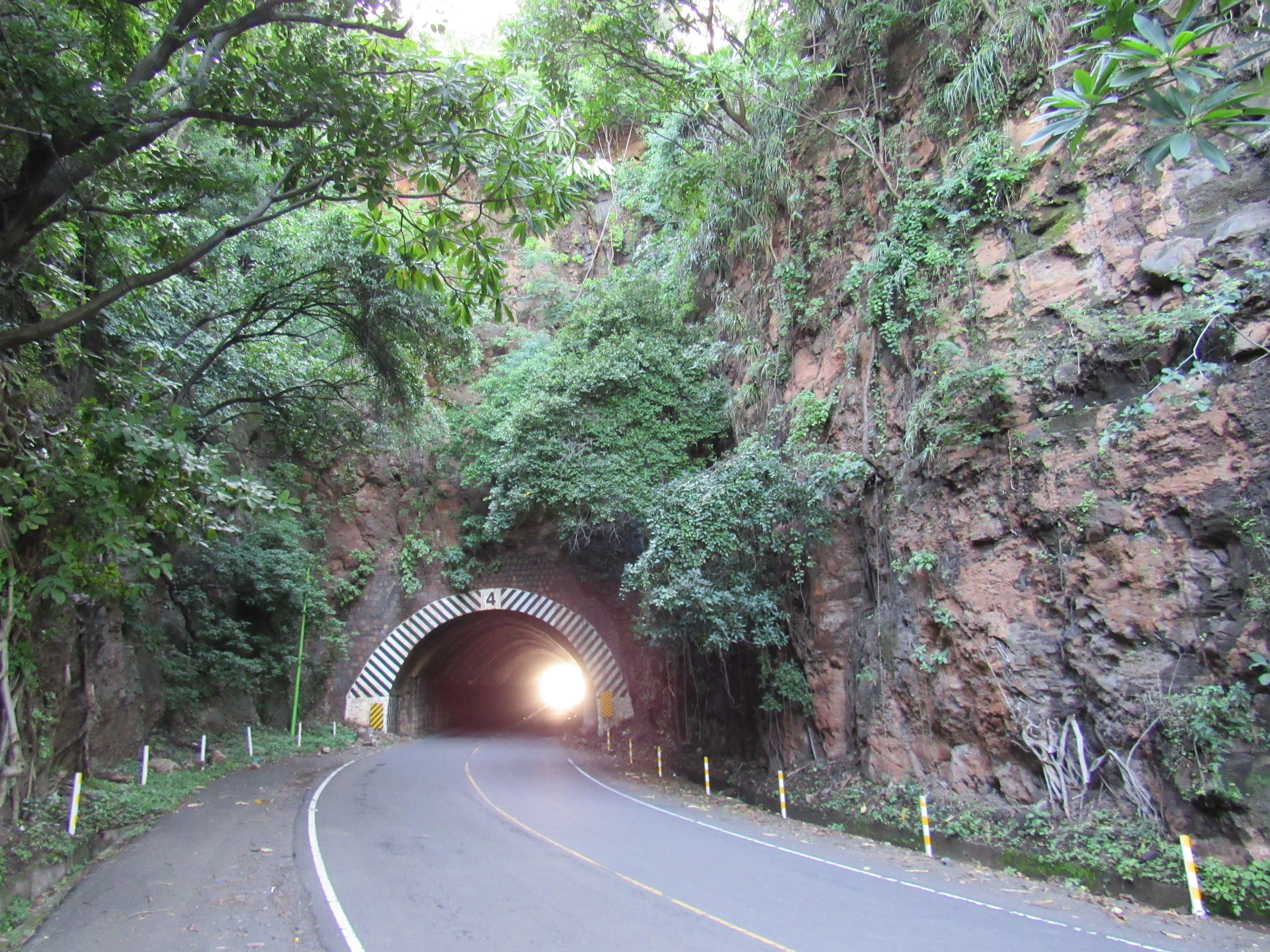
Vista del túnel
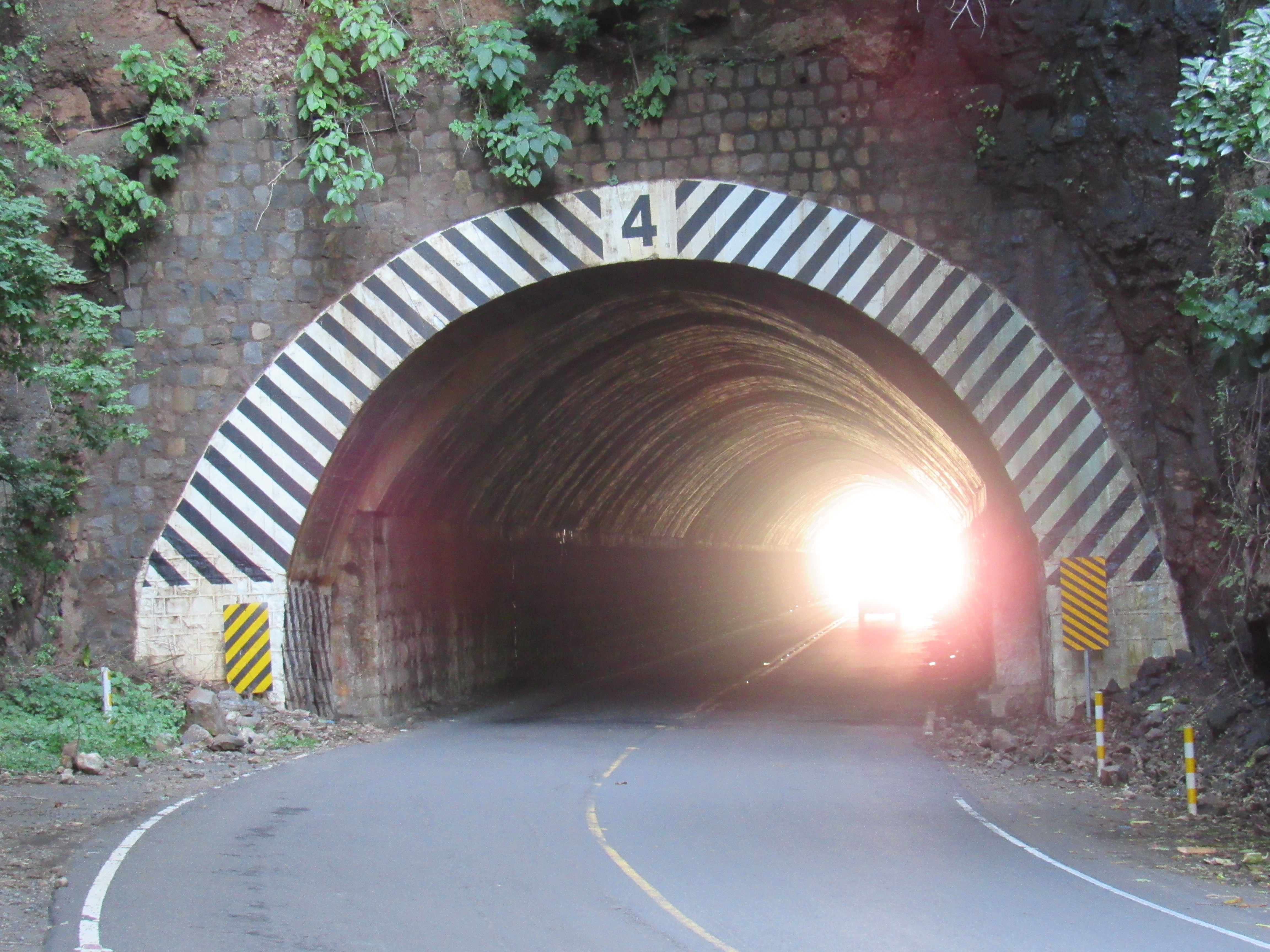
Vista del túnel
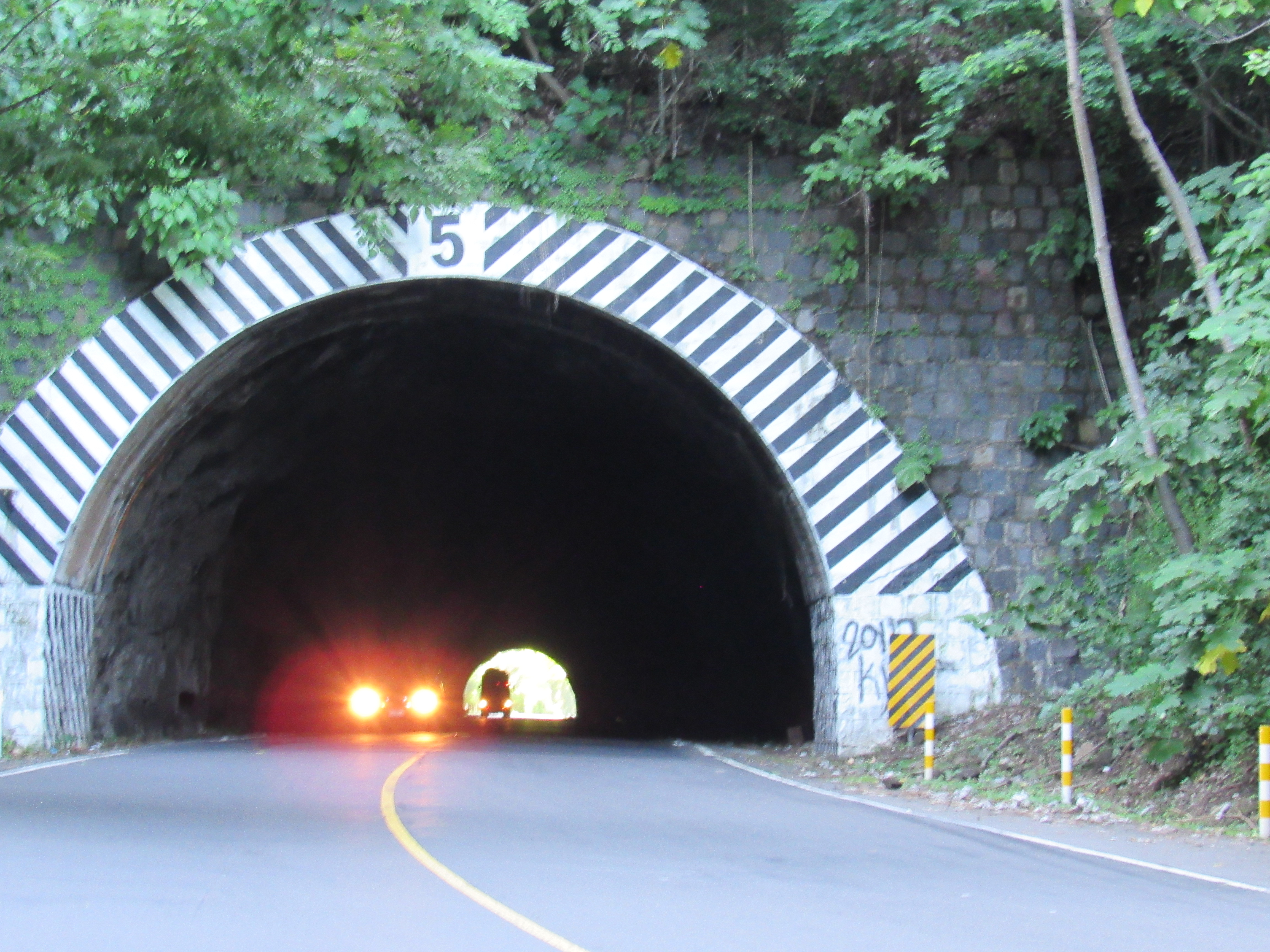
Vista del túnel
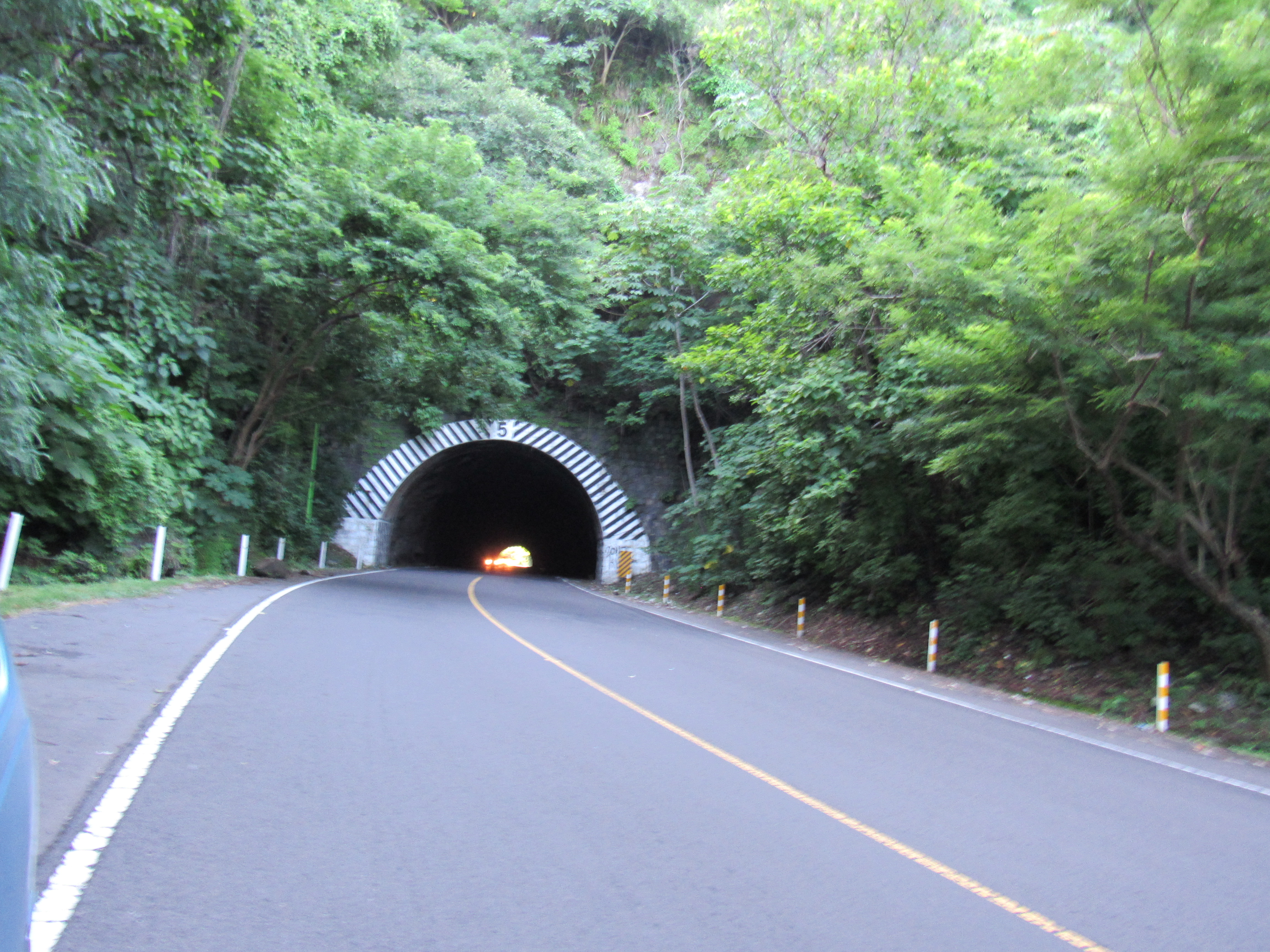
Vista del túnel
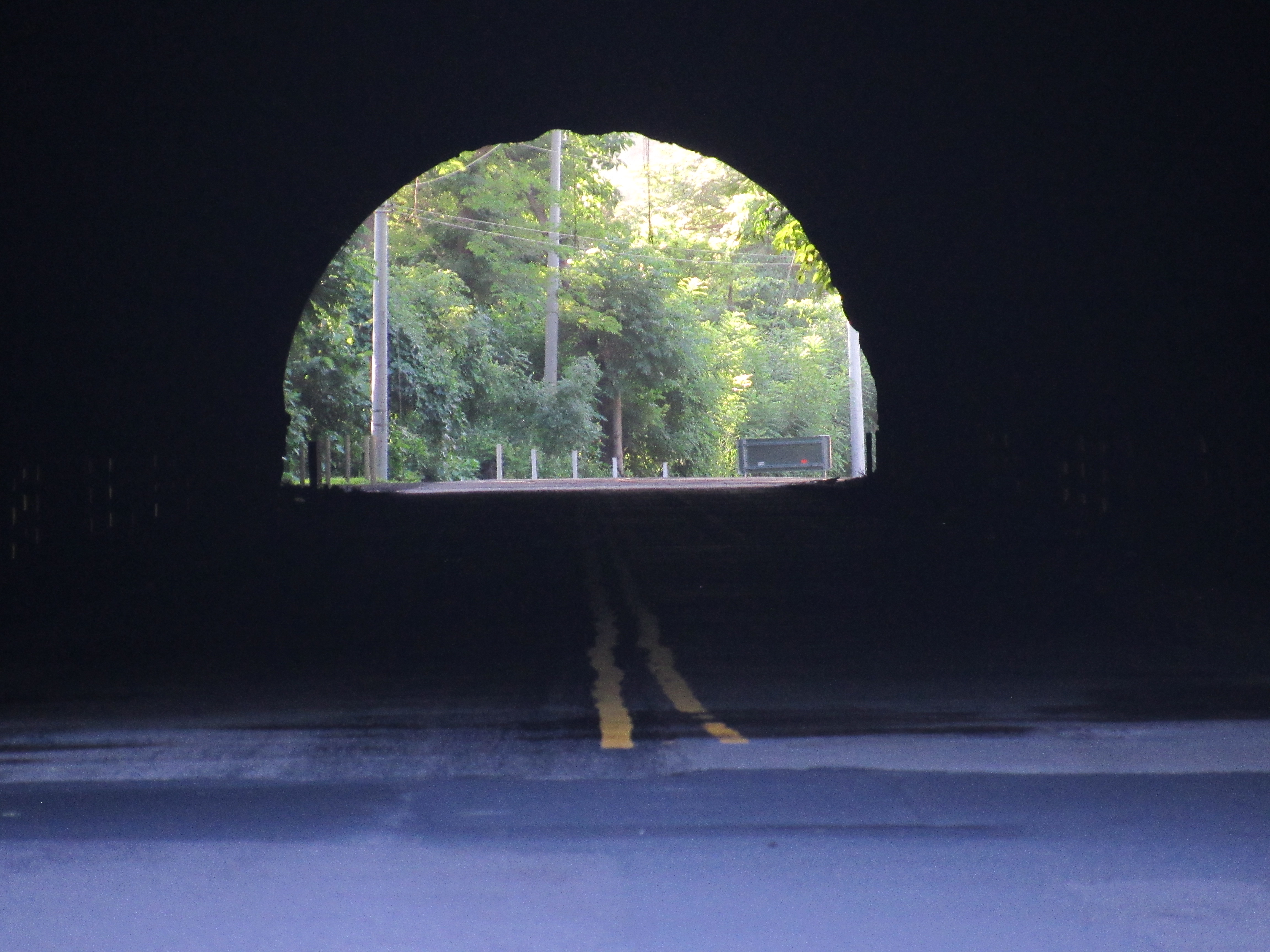
Vista dentro del túnel